# Перелік пам'яток історії Любешівського району
У Любешівському районі Волинської області станом на 2008 р. нараховується 37 пам'яток історії.
| №№ п/п | Охорон ний номер | Місцезнаходження пам’ятника, його адреса | Найменування пам’ятника | Датування        | Автор                                  | Дата спорудження               | Дата і № рішення облвиконкому (адміністрації), постанови Кабінету Міністрів України про взяття пам’ятника під охорону | На чиєму утриманні знаходиться   |
| ------ | ---------------- | ---------------------------------------- | --- | ---------------- | -------------------------------------- | ------------------------------ | --- | -------------------------------- |
| 1.     | 438              | смт.Любешів                              | Будинок колишньої монастирської школи, в якій навчався Тадеуш Костюшко                                                                   | Кінець XVIII ст. |                                        | 20-і рр. XX ст. ме-мор. дош-ка | 360-р від 04.08.69р.                                                                                                  | Виконкому Любешівської сел./р    |
| 2.     | 174              | смт.Любешів                              | Могила братська радянських воїнів та партизан                                                                                            | 1944             | Львівска кераміко-скульптурна фабрика  | 1956                           | 360-р від 04.08.69р.                                                                                                  | Виконкому Любешівської сел./р    |
| 3.     | 172              | смт.Любешів                              | Пам’ятник землякам | 1941-1945        | Львівска кераміко-скульптурна фабрика  | 1967                           | 360-р від 04.08.69р.                                                                                                  | Виконкому Любешівської сел./р    |
| 4.     | 872              | смт.Любешів                              | Могила розстріляних євреїв | 1943             |                                        | 1991                           | 265-р від 24.12.91р.                                                                                                  | Виконкому Любешівської сел./р    |
| 5.     | 491              | с.Березичі                               | Пам’ятник землякам | 1941-1945        | Московський художній комбінат          | 1975                           | 457-р від 16.10.78р.                                                                                                  | Виконкому Березичівської с/р     |
| 6.     | 862              | с.Березичі                               | Могила партизана Лозенка І.І. | 1944             |                                        | 1991                           | 265-р від 24.12.91р.                                                                                                  | Виконкому Березичівської с/р     |
| 7.     | 728              | с.Березна Воля                           | Пам’ятник землякам | 1941-1945        |                                        | 1974                           | 267-р від 25.08.86р.                                                                                                  | Виконкому Судченської с/р        |
| 8.     | 373              | с.Бихів                                  | Пам’ятник землякам | 1941-1945        | Львівська кераміко-скульптурна фабрика | 1972                           | 477-р від 28.11.75р.                                                                                                  | Виконкому Бихівської с/р         |
| 9.     | 372              | с.Бірки                                  | Пам’ятник землякам | 1941-1945        | Львівська кераміко-скульптурна фабрика | 1972                           | 477-р від 28.11.75р.                                                                                                  | Виконкому Бірківської с/р        |
| 10.    | 175              | с.Бучин                                  | Могила братська радянських воїнів та партизан                                                                                            | 1944             | Львівська кераміко-скульптурна фабрика | 1959                           | 360-р від 04.08.69р.                                                                                                  | Виконкому Зарудчівської с/р      |
| 11.    | 179              | с.Бучин                                  | Могила братська російських воїнів | 1916             |                                        |                                | 415-р від 22.06.99р.                                                                                                  | Виконкому Зарудчівської с/р      |
| 12.    | 176              | с.Велика Глуша                           | Могила братська радянських воїнів та партизан                                                                                            | 1944             |                                        | 1959                           | 360-р від 04.08.69р.                                                                                                  | Виконкому Вели-коглушанської с/р |
| 13.    | 797              | с.Велика Глуша                           | Пам’ятник землякам | 1941-1945        |                                        | 1985                           | 103-р від 25.04.88р.                                                                                                  | Виконкому Вели-коглушанської с/р |
| 14.    | 595              | с.Гірки                                  | Пам’ятник землякам | 1941-1945        | Львівська кераміко-скульптурна фабрика | 1978                           | 65-р від 10.02.82р.                                                                                                   | Виконкому Гірківської с/р        |
| 15.    | 374              | с.Дольськ                                | Пам’ятник землякам | 1941-1945        | Львівська кераміко-скульптурна фабрика | 1972                           | 477-р від 28.11.75р.                                                                                                  | Виконкому Дольської с/р          |
| 16.    | 287              | с.Залаззя                                | Пам’ятник землякам | 1941-1945        |                                        | 1978                           | 142-р від 29.04.84р.                                                                                                  | Виконкому Залазівської с/р       |
| 17.    | 184              | с.Залаззя                                | Могила братська радянських воїнів Чернухи О.К. і Флесюка                                                                                 | 1944             |                                        |                                | 415-р від 22.06.99р.                                                                                                  | Виконкому Залазівської с/р       |
| 18.    | 773              | с.Залізниця                              | Пам’ятник жертвам фашизму | 1942             |                                        | 1986                           | 267-р від 25.08.86р.                                                                                                  | Виконкому Залізницької с/р       |
| 19.    | 177              | с.Зарудчі                                | Могила братська радянських воїнів та партизан                                                                                            | 1944             | Львівська кераміко-скульптурна фабрика | 1959                           | 360-р від 04.08.69р.                                                                                                  | Виконкому Зарудчівської с/р      |
| 20.    | 275              | с.Лобна                                  | Меморіальний комплекс “Партизанська слава” і могила братська радянських партизан, в якій поховано Героя Радянського Союзу В.І.Бондаренка | 1943-1941        |                                        | 1971, 1972                     | 176-р від 10.05.73р.                                                                                                  | Виконкому Залізницької с/р       |
| 21.    | 371              | с.Люб’язь                                | Могила братська червоноармійців | 1920             | Місцеві майстри                        | 1965                           | 360-р від 04.08.69р.                                                                                                  | Виконкому Люб’язівської с/р      |
| 22.    | 593              | с.Люб’язь                                | Пам’ятник землякам | 1941-1945        | Львівська кераміко-скульптурна фабрика | 1979                           | 65-р від 10.02.82р.                                                                                                   | Виконкому Люб’язівської с/р      |
| 23.    | 173              | с.Мала Глуша                             | Пам’ятник землякам | 1941-1945        |                                        | 1969                           | 360-р від 04.08.69р.                                                                                                  | Виконкому Малоглушанської с/р    |
| 24.    | 835              | с.Підкормілля                            | Пам’ятник землякам | 1941-1945        |                                        | 1985                           | 88-р від 09.04.90р.                                                                                                   | Виконкому Зарудчівської с/р      |
| 25.    | 375              | с.Седлище                                | Пам’ятник землякам | 1941-1945        | Львівська кераміко-скульптурна фабрика | 1971                           | 477-р від 28.11.75р.                                                                                                  | Виконкому Седлищенської с/р      |
| 26.    | 375              | с.Седлище                                | Могила старшого лейтенанта Б.С.Германа                                                                                                   | 1944             |                                        |                                | 415-р від 22.06.99р.                                                                                                  | Виконкому Седлищенської с/р      |
| 27.    | 247              | с.Седлище                                | Могила трьох невідомих воїнів | 1945             |                                        |                                | 415-р від 22.06.99р.                                                                                                  | Виконкому Седлищенської с/р      |
| 28.    | 248              | с.Седлище                                | Могила радянського воїна Карташова | 1945             |                                        |                                | 415-р від 22.06.99р.                                                                                                  | Виконкому Судченської с\р        |
| 29.    | 376              | с.Судче                                  | Пам’ятник землякам | 1941-1975        | Львівська кераміко-скульптурна фабрика | 1970                           | 477-р від 28.11.75р.                                                                                                  | Виконкому Судченської с\р        |
| 30.    | 288              | с.Судче                                  | Могила розстріляних євреїв | 1942             |                                        |                                | 415-р від 22.06.99р.                                                                                                  | Виконкому Судченської с\р        |
| 31.    | 289              | с.Судче, вул. Партизанська               | Могила братська російських воїнів | 1916             |                                        |                                | 415-р від 22.06.99р.                                                                                                  | Виконкому Судченської с\р        |
| 32.    | 234              | с.Судче                                  | Могила невідомого радянського льотчика                                                                                                   | 1944             |                                        |                                | 415-р від 22.06.99р.                                                                                                  | Виконкому Судченської с\р        |
| 33.    | 594              | с.Хоцунь                                 | Пам’ятник землякам | 1941-1945        | Львівська кераміко-скульптурна фабрика | 1979                           | 65-р від 10.02.82р.                                                                                                   | Виконкому Хоцунської с/р         |
| 34.    | 245              | с.Хоцунь, на кладовищі                   | Могила невідомого радянського воїна | 1944             |                                        |                                | 415-р від 22.06.99р.                                                                                                  | Виконкому Хоцунської с/р         |
| 35.    | 596              | с.Цир                                    | Пам’ятник землякам | 1941-1945        |                                        | 1979                           | 65-р від 10.02.82р.                                                                                                   | Виконкому Цирської с/р           |
| 36.    | 256              | с.Цир                                    | Могила невідомих радянських воїнів | 1944             |                                        |                                | 415-р від 22.06.99р.                                                                                                  | Виконкому Цирської с/р           |
| 37.    | 259              | с.Шлапань                                | Могила невідомого радянського воїна | 1944             |                                        |                                | 415-р від 22.06.99р.                                                                                                  | Виконкому Дольської с/р          |
|        |                  |                                          | |                  |                                        |                                | |                                  |

## Джерело
- Пам’ятки Волинської області